# Palazzo Liviano

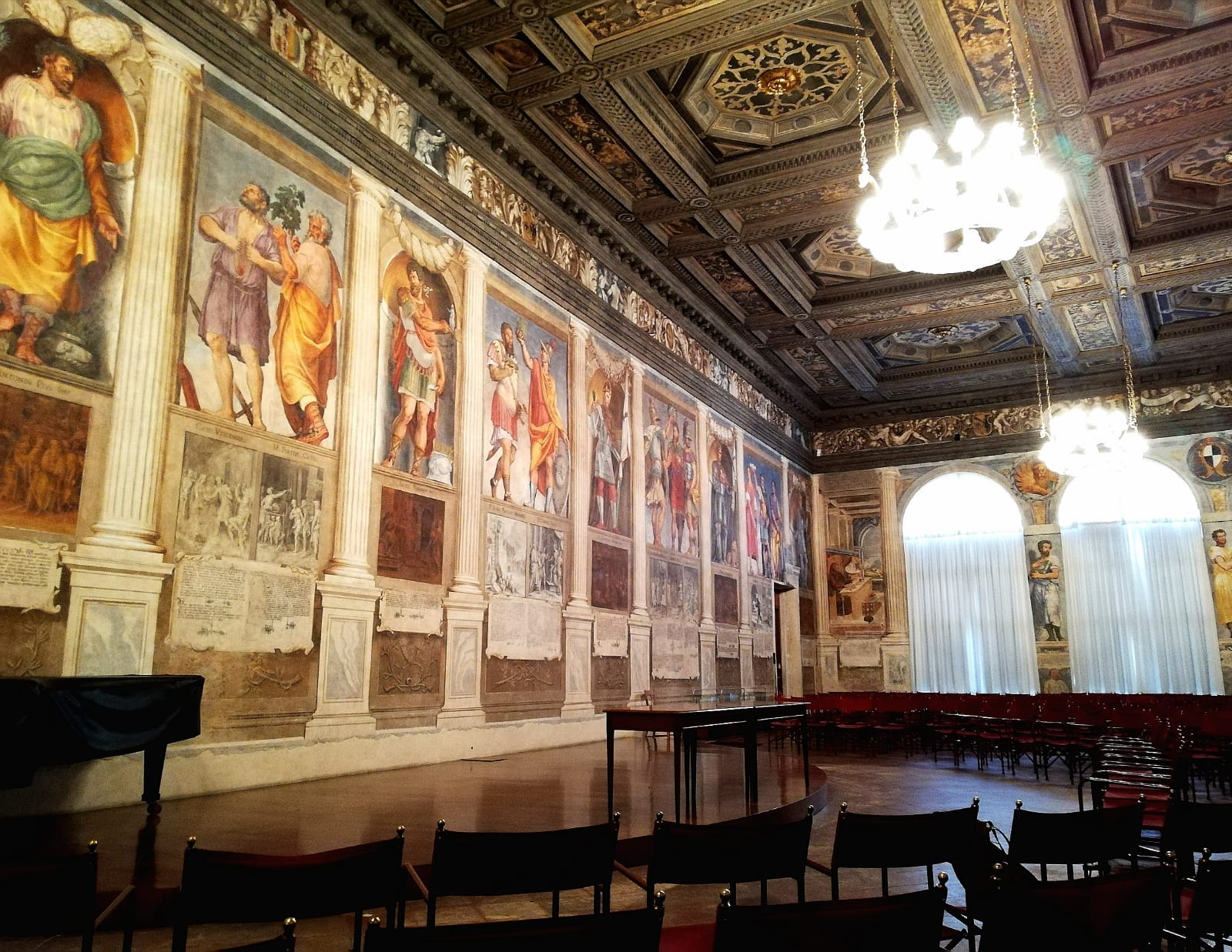
In het Palazzo Liviano: de Sala dei Giganti, Padua.

Het Palazzo Liviano is een universiteitsgebouw in Padua, in de Noord-Italiaanse regio Veneto. Het Palazzo Liviano bevindt zich aan de Piazza Capitaniato in het centrum van Padua. Het werd gebouwd in de jaren 1930-1940 volgens de plannen van architect Giò Ponti.
Het Palazzo Liviano is genoemd naar de Romeinse geschiedschrijver Titus Livius. De universiteitsafdelingen die hier gehuisvest zijn, zijn afdelingen van Letteren en Kunsten, met inbegrip van het Museo di Scienze Archeologiche e d’Arte. 

## Sala dei Giganti
In het Palazzo Liviano is een 14e-eeuws zaal geïncorporeerd: de Sala dei Giganti of Zaal de Reuzen. Architect Giò Ponti had ook als opdracht gekregen van deze zaal een onderdeel te maken van het nieuwe Palazzo Liviano. 
De Sala dei Giganti werd gebouwd in de 14e eeuw door de heersers van het Huis Carrara, heren van Padua. Het was hun ontvangstzaal. Portretten van heersers, gaande van Romulus tot Karel de Grote, alsook van prominente Italianen uit het verleden sieren de muren. Later, in de 15e eeuw was het eigendom van gouverneurs van de republiek Venetië. Zij lieten de zaal verder verfraaien. Niettemin liet de gouverneur de zaal gebruiken door de universiteit van Padua. Zo werden er bijvoorbeeld feesten of lezingen gegeven. Tot het begin van de 20e eeuw was de Sala dei Giganti de universiteitsbibliotheek. Na het verwijderen van de boekenrekken is de Sala dei Giganti in gebruik voor universitaire plechtigheden en concerten.